# Johannes Selner
Johann(es) Selner (auch: Johannes Sölner, * um 1525 in Nabburg; † November 1583 in Leubnitz) war von 1553 bis 1560 der zweite Kreuzkantor in Dresden.

## Leben und Werk
Selner ging 1550 zum Theologiestudium nach Wittenberg, wo er auch als Kantor wirkte. 1553 wurde er auf Empfehlung Melanchthons als Nachfolger von Sebaldus Baumann zum Kantor der Dresdner Kreuzkirche berufen. 1560 wurde er Pfarrer in Leubnitz, wo er im November 1583 starb.
Selner veröffentlichte 1557 fünf Bände mit lateinischen Motetten, die aber vermutlich 1760 beim Brand der Kreuzkirchenbibliothek verbrannten.